# Roberto Salcedo (futbolista)
Roberto Salcedo (19 de diciembre de 1991, Chapala, Jalisco, México) es un futbolista mexicano. Juega de Portero y su club actual son los Halcones de Zapopan Fútbol Club

## Trayectoria
| Club                   | País   | Año         | Partidos |
| ---------------------- | ------ | ----------- | -------- |
| Necaxa                 | México | 2011 - 2017 | 59       |
| Atlético San Luis      | México | 2017 - 2020 | 0        |
| Halcones de Zapopan FC | México | 2020 - Act  | 0        |

## Títulos

### Campeonatos nacionales
| Título             | Club                 | País   | Año  |
| ------------------ | -------------------- | ------ | ---- |
| Liga de Ascenso    | Necaxa               | México | 2014 |
| Liga de Ascenso    | Necaxa               | México | 2016 |
| Campeón de Ascenso | Necaxa               | México | 2016 |
| Campeón de Ascenso | Atlético de San Luis | México | 2018 |
| Campeón de Ascenso | Atlético de San Luis | México | 2019 |

Otros logros
- Subcampeón con Necaxa del Torneo Clausura 2013 Liga de Ascenso